# حيدر أبو بكر العطاس
حيدر أبو بكر العَطَّاس آخر رئيس لجمهورية اليمن الديمقراطية الشعبية في الفترة 1986م إلى 1990 م وأول رئيس حكومة بعد إعلان الوحدة اليمنية بين جمهورية اليمن الديمقراطية الشعبية مع الجمهورية العربية اليمنية عام 1990م واستمر في المنصب حتى عام 1994م. وهو من أبرز وأدهى السياسيين في اليمن وعُرف بأنه شخص حذر ومتبصر وهادئ وصبور وقوي الاحتمال ورحب الصدر.

## نسبه
حيدر بن أبي بكر بن عبد الله بن أحمد بن محسن بن أبي بكر بن أحمد بن علي بن حسين بن عمر بن عبد الرحمن العطاس بن عقيل بن سالم بن عبد الله بن عبد الرحمن بن عبد الله بن عبد الرحمن السقاف بن محمد مولى الدويلة بن علي بن علوي الغيور بن الفقيه المقدم محمد بن علي بن محمد صاحب مرباط بن علي خالع قسم بن علوي بن محمد بن علوي بن عبيد الله بن أحمد المهاجر بن عيسى بن محمد النقيب بن علي العريضي بن جعفر الصادق بن محمد الباقر بن علي زين العابدين بن الحسين السبط بن علي بن أبي طالب، وعلي زوج فاطمة بنت محمد ﷺ.
فهو الحفيد 36 لرسول الله محمد ﷺ في سلسلة نسبه.

## مولده
ولد بمدينة حريضة بمحافظة حضرموت في عام 1939.

## المؤهلات العلمية
حاصل على شهادة البكالوريوس في الهندسة الكهربائية من جامعة القاهرة بمصر.

## المناصب التي تقلدها

### قبل الوحدة اليمنية
- ساهم في تأسيس فرع حركة القوميين العرب بحضرموت 1960 م وانضم إلى الجبهة القومية لتحرير الجنوب العربي المحتل منذ تأسيسها.
- عيَّن وزيرًا للأشغال العامة والمواصلات عام 1969م
- انتخب عضوًا في اللجنة المركزية للجبهة القومية للتحرير في مؤتمرها الخامس الذي عقد عام 1972م
- جدد انتخابه في عضوية اللجنة المركزية للجبهة عام 1975م
- عيَّن وزيرًا للمواصلات عام 1975 م
- عيَّن وزيرًا للإنشاءات عام 1977م
- في المؤتمر التأسيسي للحزب الاشتراكي اليمني الذي عقد في عام 1979م انتخب عضوًا في لجنته المركزية
- أعيد انتخابه في ذات المنصب، وعضوًا في المكتب السياسي للحزب الأشتراكي اليمني في عام 1980م وفي عام 1985م
- عُيَّن رئيسًا لمجلس الوزراء في فبراير 1985 م
- انتخب رئيساً لهيئة رئاسة مجلس الشعب الأعلى في فبراير 1986 م(منصب شرف) واستمر في المنصب حتى قامت الوحدة اليمنية عام 1990 م. ويصف البعض المنصب الأخير بالشرفي لكثرة الخلافات التي اشتعلت في المجلس الرئاسي.

### بعد إعلان الوحدة اليمنية
- عُيّن رئيساً لوزراء أول حكومة بعد تحقيق الوحدة وقيام الجمهورية اليمنية في 22 مايو 1990 واستمر في المنصب حتى 1994

## الصراعات السياسية
عندما انقسم الحزب الاشتراكي اليمني إلى جناحين متصارعين في ما عرف سابقاً باسم جمهورية اليمن الديموقراطية جناح يمثل الرئيس علي ناصر محمد وجناح يُمثّل علي أحمد ناصر عنتر انضم حيدر أبو بكر العطاس إلى جناح علي أحمد ناصر عنتر، وقد تفاقم الصراع بين الجانبين إلى أن اندلعت بينهما أحداث دمويّة وحرب أهلية في يناير عام 1986م عرفت باسم أحداث يناير دامت شهرًا واحدًا ولكنها أسفرت عن قتل أكثر من عشرة آلاف شخص معظمهم من الحزب الاشتراكي، ومقتل عبد الفتاح إسماعيل، وعلي عنتر، وعلي شائع هادي، وعدد آخر من قيادات الحزب، ونزوح الرئيس (علي ناصر محمد) بجيشه إلى الشمال وقد تولّى حيدر أبو بكر العطاس إثر ذلك رئيسًا لهيئة مجلس الشعب الأعلى، وجدد انتخابه في ذات المنصب من نفس العام، وظل في منصبه حتى قيام دولة الوحدة اليمنية 1990م.
وعندما احتدمت الأزمة السياسية بعد إعلان الوحدة اليمنية بأربع سنوات بين الأحزاب الرئيسية في اليمن، حزب المؤتمر الشعبي العام وحزب التجمع اليمني للإصلاح من جهة والحزب الإشتراكي اليمني من جهه أخرى، أسفرت عن حدوث العديد من عمليات الاغتيال لبعض كوادر وقيادات الحزب الإشتراكي اليمني، أعلن بعض قيادات الحزب الاشتراكي اليمني الانفصال في مايو 1994، بتمويل ودعم سعودي وكان لحيدر أبو بكر العطاس دور كبير في إدارة الأزمة وفي إعلان انفصال جنوب اليمن عن شماله وكان له دور كبير في حرب صيف 1994 التي نشبت بين شمال اليمن وجنوبه إثر إعلان الانفصال. حيث عمل العطاس رئيساً لوزراء جمهورية اليمن الديمقراطية في فترة إعلان الانفصال، غير أن هذه الحرب انتهت بهزيمة حركة الانفصاليين، وهروب قادتهم إلى خارج اليمن، ومنهم حيدر أبو بكر العطاس وحكم عليه بالإعدام غيابيًا في عام 1998م، ثم صدر عفو عام عنه وعن جميع قادة الانفصال في مايو 2003 م.

## الأوسمة
1. وسام الإخلاص من الدرجة الأولى
2. وسام (30 نوفمبر) 1983م
3. قلادة الاتحاد من دولة الإمارات العربية المتحدة
4. وسام الفاتح من سبتمبر من ليبيا
5. وسام (14 أكتوبر)

## روابط خارجية
- حيدر أبو بكر العطاس على موقع مونزينجر (الألمانية)

| سبقه علي ناصر محمد | رئيس اليمن الديمقراطية الشعبية 1986 - 1990م | تبعه لا أحد           |
| سبقه محمد علي هيثم | رئيس وزراء اليمن الجنوبي 1985–1986          | تبعه ياسين سعيد نعمان |
| سبقه لا أحد        | رئيس وزراء اليمن 1990–1994                  | تبعه محمد سعيد العطار |